# Epipactis helleborine
Epipactis helleborine là một loài lan trong chi Epipactis.

## Hình ảnh

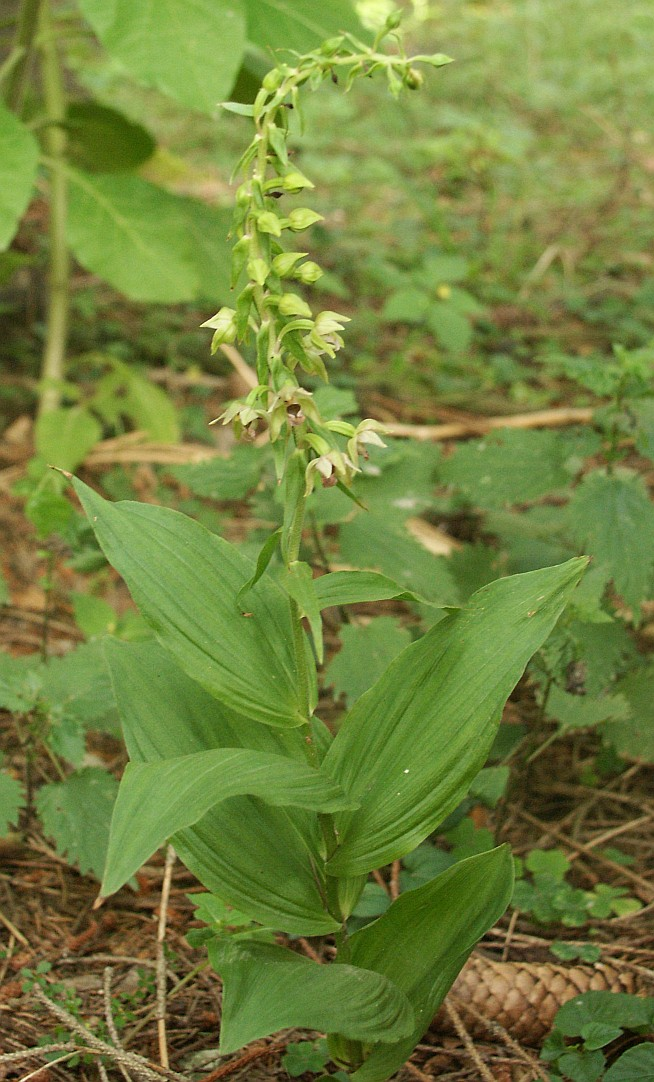
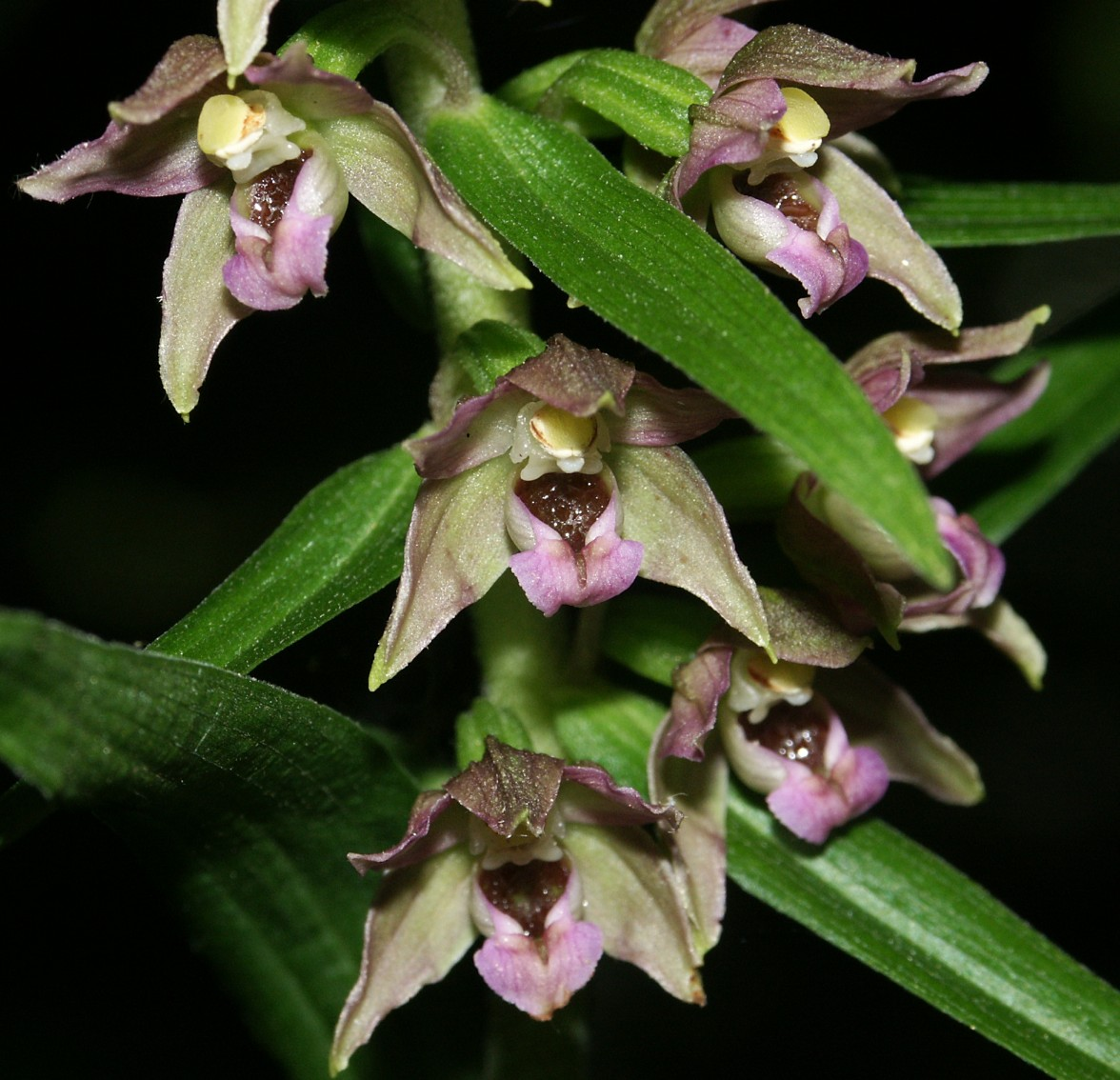
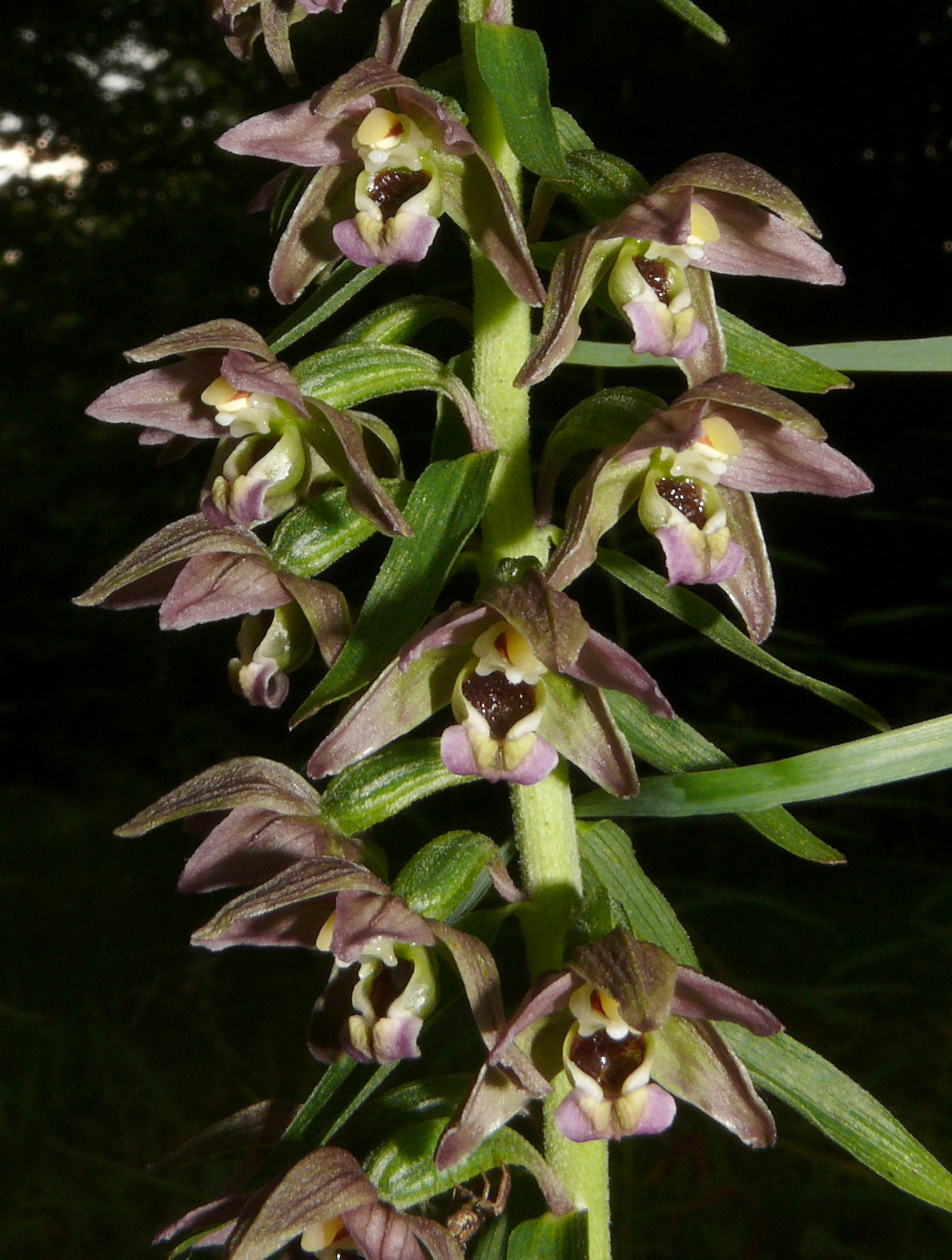